# Felm
Felm er en kommune og en by i det nordlige Tyskland, beliggende i Amt Dänischer Wohld i den nordøstlige del af Kreis Rendsborg-Egernførde. Kreis Rendsborg-Egernførde ligger i den centrale del af delstaten Slesvig-Holsten.

## Geografi
I kommunen ligger landsbyerne Felmerholz, Kleinfelmerholz, Krück, Rögen, Stodthagen og Tonnenberg samt godset Rathmannsdorf.
Felm ligger ti kilometer nordnordvest for Kiel på halvøen Jernved (også: Danskerskoven, på tysk: Dänischer Wohld), mellem Kiel Fjord og Egernførde Fjord. Ved den sydlige kommunegrænse krydser Bundesstraße 76 fra Kiel mod Egernførde kommunen. Landskabet er præget af moseområder, med bl.a. naturschutzgebietet Kaltenhofer Moor og Felmer Moor.

### Nabokommuner
Felm grænser til følgende kommuner (med uret fra nord): Osdorf, Dänischenhagen, Altenholz, Neuwittenbek, Tüttendorf und Gettorp. På nær Dänischenhagen (Amt Dänischenhagen) og den amtsfrie kommune Altenholz hører alle nabokommunerne til Amt Dänischer Wohld.